# حسن ستار

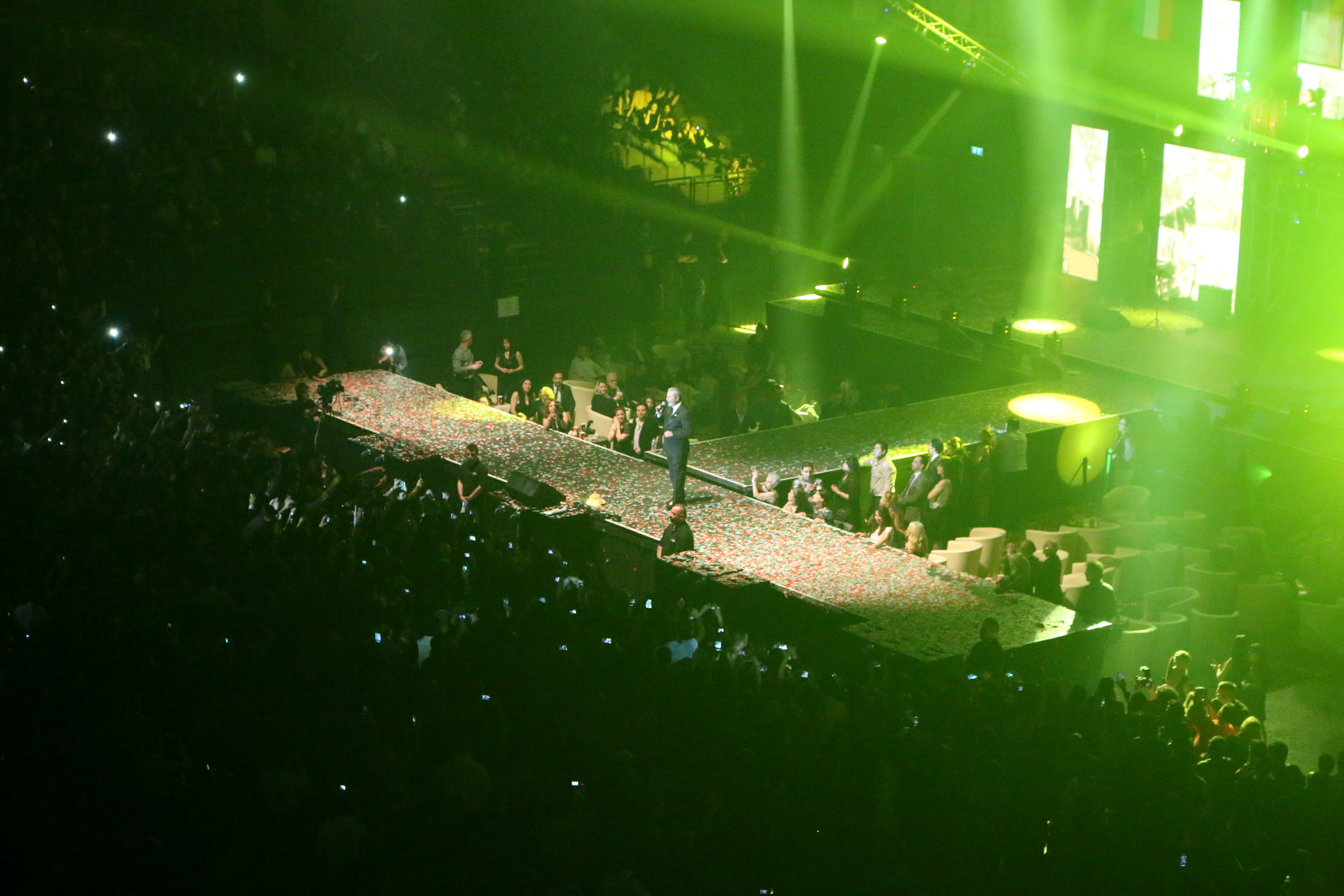
ستار في حفل رأس السنة الفارسية، أوبرهاوزن، ألمانيا، 2014

حسن ستار (مواليد 19 نوفمبر 1949) هو مطرب وموسيقي إيراني، تخصص في موسيقى البوب الفارسية الشهيرة. بدأ حياته المِهنية في عام 1972 في طهران. بعد الثورة الإسلامية في إيران انتقل إلى الولايات المتحدة. وحالياً يُقيم في لوس انجليس.

## الأغاني الشهيرة
من الأغاني الشهيرة لستار:
- شازده خانوم (أميرة)
- سر سپرده (الخاضع)
- وارث

## وصلات خارجية
- حسن ستار على موقع IMDb (الإنجليزية)
- حسن ستار على موقع ميوزك برينز (الإنجليزية)
- حسن ستار على موقع ديسكوغز (الإنجليزية)

- (إنجليزية) الموقع الرسمي
- ستار - حفلة في قاعة ألبرت الملكية، لندن، 1986 (الفيديو)
- حسن ستار على التلفزيون الوطني في بلاد فارس، 1978 (الفيديو)